# Черноголовый какажао
Черноголовый какажао или черноголовый уакари (лат. Cacajao melanocephalus) — вид приматов Нового Света из семейства саковых (Pitheciidae). Обитает в дождевых лесах Амазонии в Бразилии, Колумбии и Венесуэле.

## Классификация
Вид Cacajao melanocephalus ранее включал два подвида: Cacajao melanocephalus melanocephalus и Cacajao melanocephalus ouakary. Однако в 2008 году классификация была пересмотрена по результатам молекулярного и морфологического анализа. Cacajao melanocephalus ouakary стал считаться синонимом Cacajao melanocephalus, а Cacajao melanocephalus melanocephalus был поднят до ранга вида, ему было присвоен видовой эпитет Cacajao hosom. Тогда же был описан новый вид, Cacajao ayresi.

## Описание
Шерсть чёрная, кроме красноватого брюха, хвоста верхних конечностей. Лицо безволосое, зубы специализированы для разгрызания орехов и семян с твёрдой скорлупой. Хвост короткий, не используется для хватания.
Выражен половой диморфизм, самки немного меньше самцов. Масса взрослого животного от 2,5 до 3,7 кг.

## Распространение
Обитают в северо-западной Бразилии, на юго-востоке Колумбии и юго-западе Венесуэлы. Населяют леса различных типов, как влажные, так и сухие.

## Поведение
Образуют группы от 5 до 40 особей, иногда сбиваются в стада до 100 особей. Развито социальное поведение — отдельные особи в группе существуют в тесном соседстве и часто взаимодействуют. Активны днём. Передвигаются по земле на четырёх конечностях, хорошо лазают по деревьям. Прыжки — основной способ передвижения, позволяющий им за один прыжок преодолевать расстояние до 10 метров. Умеют плавать при необходимости.
Детёныши рождаются достаточно крупными — длина их тела составляет от 25 % до 67 % от длины тела матери. После рождения до полуторагодовалого возраста детёныши остаются с матерью, цепляясь на её спину или брюхо.

## Рацион
Рацион включает преимущественно семена, орехи и фрукты. Также поедают листья и насекомых. Имеют крупные клыки, позволяющие им разгрызать семена с твёрдой скорлупой, и резцы, с помощью которых они дробят оболочку плодов и орехов, добираясь до съедобной сердцевины. Потребляют плоды различных видов деревьев. Во время сухого сезона, когда фруктов недостаточно много, рацион пополняется листьями и молодыми побегами. Также во время сухого сезона большее место в рационе занимают насекомые, другие мелкие животные, личинки ос и даже яйца речных черепах.